# Deportes Recoleta
Deportes Recoleta ist ein Sportverein aus der Gemeinde Recoleta von der Stadt Santiago, Chile, der hauptsächlich für seine Fußballabteilung bekannt ist. Er wird aufgrund seiner Vereinsfarben auch Albiazules genannt.

## Geschichte
Auf Initiative des Bürgermeisters von Recoleta Daniel Jadue wurde der Verein im Rahmen seines Strukturprogrammes 2014 gegründet, der in der Tercera División B, der fünften Liga Chiles, startete. Nach zwei Jahren gelang dem neu gegründeten Klub die Meisterschaft und stieg somit in die Tercera A auf, wo das Team den direkten Durchmarsch in die Drittklassigkeit schaffte. Dort etablierte sich Deportes Recoleta. Nach der Saison 2019 wechselte der Klub aus der Region Metropolitana erstmals den Trainer. Für Fabián Marzuca, der seit Klubgründung an der Seitenlinie stand, kam der ehemalige Profitorhüter Felipe Nuñez zum Verein. Dem neuen Trainer gelang 2021 die Meisterschaft der Segunda División und damit der Aufstieg in die zweitklassige Primera B.

## Stadion
Deportes Recoleta spielt im 1945 erbauten Estadio Municipal Leonel Sánchez Lineros, das 2018 renoviert wurde und seitdem eine Kapazität von maximal 1000 Zuschauern zulässt. Das Spielfeld besteht aus Kunstrasen. 

## Erfolge
- Meister der Segunda Division: 2021